# 弗洛拉里卡
弗洛拉里卡是巴西圣保罗州的一个市镇。总面积225.115平方公里，总人口2019人，人口密度9人/平方公里。